# Jasper Linde
Jasper Linde OT, auch Jaspar Linde; Caspar Linde (* vor 1491 in Kamen, Westfalen; † 29. Juni 1524 in Ronneburg) war ein deutscher Geistlicher und von 1509 bis zu seinem Tod 1524 Erzbischof von Riga.

## Leben
Jasper Linde entstammte wahrscheinlich einem Kamener Ratsgeschlecht. Sein Bruder Gert Linde war Vasall des Erzstifts Riga und ist für das Jahr 1497 als Stiftsvogt von Kokenhusen belegt.
Es ist nicht bekannt, an welcher Universität Jasper Linde den akademischen Grad eines Magister artium erwarb. Seit 1491 oder früher gehörte er dem Rigaer Domkapitel an, das dem Deutschen Orden inkorporiert war. Zugleich war er Pfarrer der St.-Petri-Kirche in Riga. Im Domkapitel stieg er 1496 zum Stellvertreter des Propstes auf, ab 1497 bekleidete er das Amt des Dekans.
Nach dem Tod des Rigar Erzbischofs Michael Hildebrand wurde Jasper Linde am 18. Februar 1509 vom Domkapitel zu dessen Nachfolger gewählt. Die päpstliche Bestätigung nahm er am 25. Mai d. J. persönlich bei der Kurie in Rom entgegen. Wie sein Vorgänger unterhielt er ein gutes Verhältnis zum Ordensmeister Wolter von Plettenberg. Obwohl er sein Erzbistum in friedlichen Zeiten regierte, ließ er die beiden Hauptburgen des Erzstifts, Kokenhusen und Ronneburg, ausbauen. In der Nähe der Grenze zu Russland veranlasste er den Bau der Burg Marienhausen, die eine hölzerne Befestigung ersetzte. In seelsorglichen Hinsicht hielt er Visitationen, Prälatenversammlungen und Synoden ab und verfolgte das Ziel, eine livländische Landeskirche zu errichten. Auf den Landtagen setzte er sich mehrmals für Reformen ein. Die von ihm gewünschte Errichtung einer höheren Schule für die Ausbildung von Geistlichen konnte nicht realisiert werden, da die Stände dieses Vorhaben aus Kostengründen ablehnten. Zusammen mit den Bischöfen der drei livländischen Suffraganbistümer erlangte er 1521 in Worms die Regalien. Obwohl er die Lehre Luthers ablehnte, konnte er deren Ausbreitung in der Stadt Riga nicht verhindern. Vermutlich weil er alt und bei schlechter Gesundheit war, regelte er 1522 die Verteilung der dem Domkapitel gehörenden Güter unter die Domherren. Zugleich bestätigte er der Ritterschaft des Erzstifts deren Privilegien. Mit seiner Zustimmung wählte das Domkapitel 1523 Johannes Blankenfeld zu Jasper Lindes Koadjutor und Nachfolger, wobei Jasper Linde jedoch bis zu seinem Tod am 29. Juli 1524 weiterhin im Amt blieb. Sein Leichnam wurde im Dom zu Riga beigesetzt.